# Colori e simboli della nazionale di calcio della Spagna

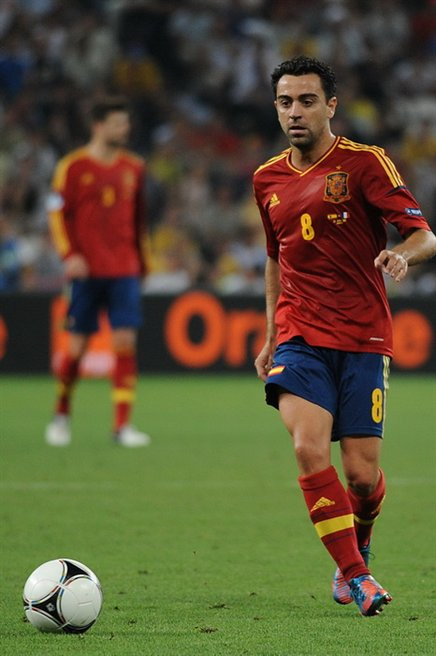
La classica uniforme della nazionale spagnola, composta da una maglia prevalentemente rossa con sovente inserti gialli, pantaloncini blu (di varia tonalità) e calzettoni rossi.

Questa voce raccoglie le informazioni riguardanti i colori e simboli della nazionale di calcio della Spagna.
La nazionale di calcio spagnola, utilizza come colore principale il rosso (da qui i soprannomi Furia Roja, La Roja) sin dalla primissima maglia nel 1920. Negli anni, si sono aggiunti anche il giallo (presente anche nella bandiera spagnola) e il blu per i pantaloncini. Per quel che riguarda i simboli, la nazionale spagnola porta sul petto soltanto lo stemma nazionale spagnolo.

## La maglia

### Prima maglia

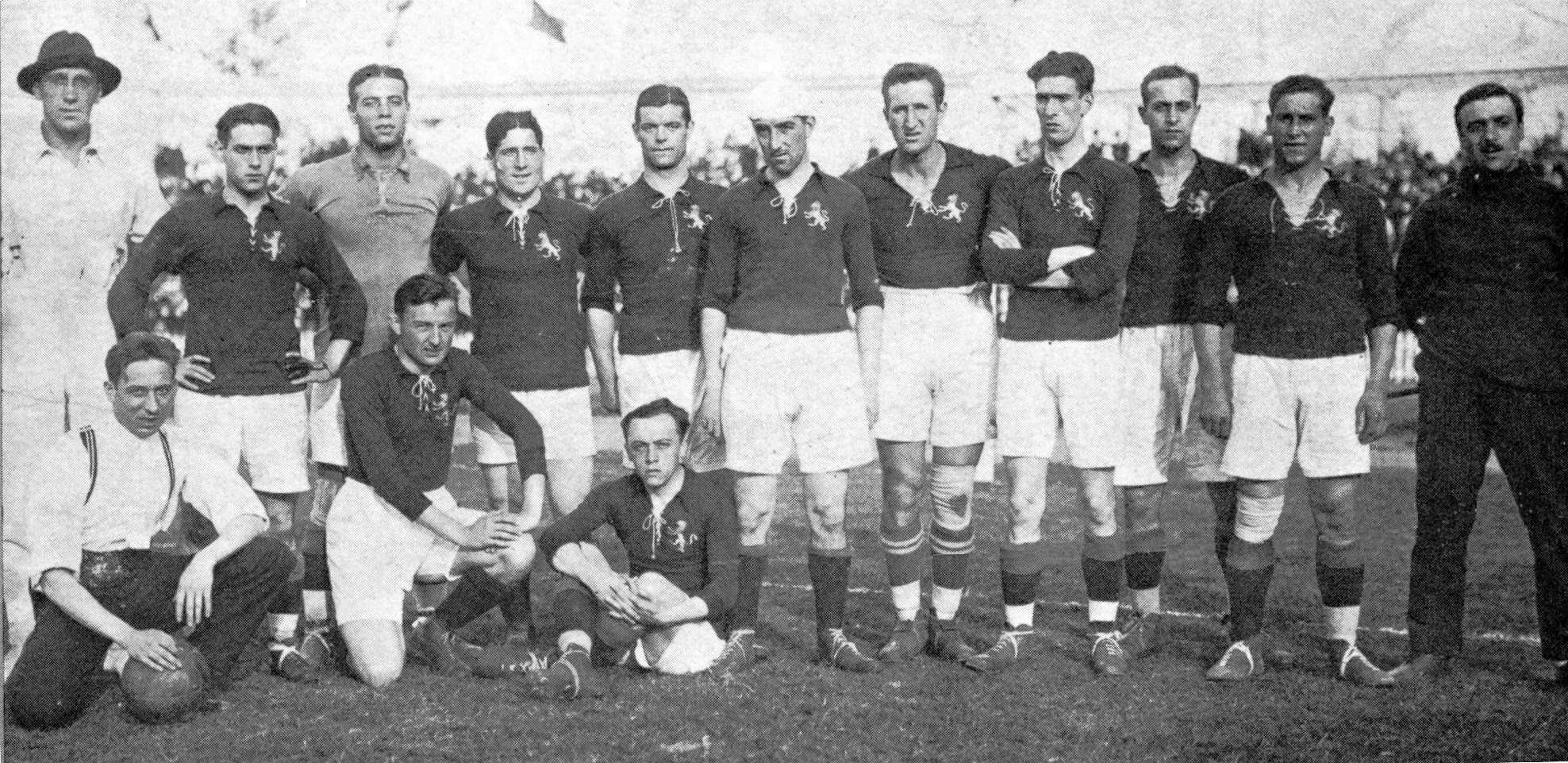
La prima maglia della Roja nel 1920 ad Anversa.

I colori vennero scelti nel 1920 dall'allora presidente del Comitato Olimpico Spagnolo Gonzalo de Figueroa y Torres Marchese di Villamejor per i futuri Giochi Olimpici estivi che si sarebbero disputati ad Anversa. 
La divisa subì cambiamenti significativi dovuti alla Guerra Civile Spagnola. La situazione del paese, diviso tra i repubblicani ed i nazionalisti, fece in modo che si abbandonasse il colore rosso per motivi politici. La Spagna vestì maglie azzurre e maglie bianeo nella zona nazionale, unica zona in cui erano permessi incontri calcistici. Con questi colori giocò contro la nazionale portoghese in due incontri (quella azzurra durante l'incontro a Vigo nel 1937 e quella bianca durante l'incontro a Lisbona nel 1938) e con lo stemma del giogo e delle frecce della Falange Española. Alla fine della Guerra Civile, nella quale risultarono vittoriosi i nazionalisti, la maglia diventò di colore blu, perché il rosso era il colore che identificava lo sconfitto campo repubblicano (appunto riferito come "l'esercito rosso" nell'ultimo bolettino del Caudillo emanato a fine guerra).
Nel 1947 il Generale Moscardó, l'allora Delegato Nazionale dello Sport, ripristinò la primigenia maglia rossa che avrebbe relegato il blu alla maglia da trasferta. Entrambi i colori, si sarebbero mantenuti, salvo piccole variazioni (come la maglia del 1994 ornata da losanghe gialloblu o quella del 1998 con lo scollo e la parte inferiore delle maniche blu notte, il numero sulle maglie era tradizionalmente bianco, da Euro 2000 i numeri divennero gialli in richiamo della bandiera nazionale, ecc.), fino ad oggi. Lo scudetto, subì evoluzioni per lo stesso motivo (e fino al 1995, era ricamato sulle maglie su un ovale o quadrato arrotondato rosso), fino a che, a partire dal 1981, fu usato lo stemma d'armi della corona borbonica come araldica, rimpiazzando l'aquila di san Giovanni usata tra il 1939 e il 1980. Il fornitore ufficiale è dal 1992 Adidas, sostituendo Le Coq Sportif che a sua volta aveva preso il posto della casa tedesca per un breve periodo negli anni '80.
Nel 2009 la maglia del trionfo europeo viene accantonata in occasione della Confederations Cup, la prima nella storia degli iberici. In questa competizione la Spagna si ferma in semifinale contro gli Stati Uniti. Il modello è lo stesso di innumerevoli maglie di squadre Adidas della stagione 2009-2010, ma c'è da dire che con i colori della Spagna faceva un ottimo effetto.

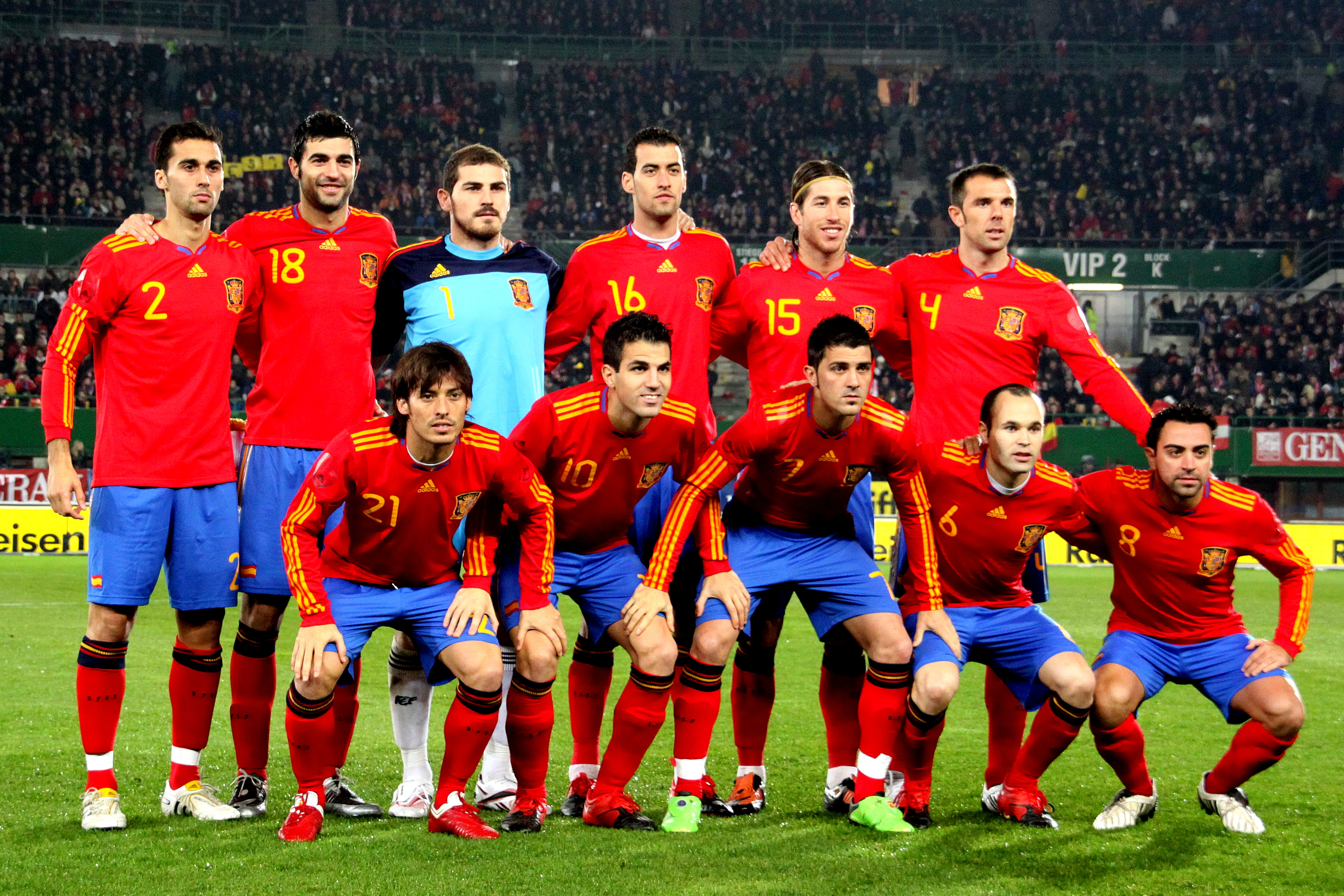
La maglia della Spagna indossata nei Mondiali 2010.

Un nuovo cambiamento arriva nel 2010, anno della conquista del titolo Mondiale in Sudafrica. La maglia è rossa, calzoncini azzurri e calzettoni rossi con risvolto blu navy. Il giallo torna più intenso, e le rifiniture del colletto e del bordomanica sono azzurre. Questa divisa, è rimasta in vigore per poco meno di un anno.
Nel biennio 2011-2012, dopo il mondiale sudafricano, la Roja presenta una divisa: gli inserti blu su spalle e fianchi sono tra i protagonisti della nuova camiseta roja, assieme al badge FIFA di Campioni del Mondo e alla stella che sovrasta lo stemma nazionale spagnolo. Quest'ultima si era già vista durante la premiazione in Sudafrica. Lo scollo a V ha un inserto giallo che ricorda la casacca spagnola del 1988. All'interno del colletto è ricamata la scritta “Campeones del Mundo 2010”. I calzoncini e i calzettoni sono gli stessi del mondiale.

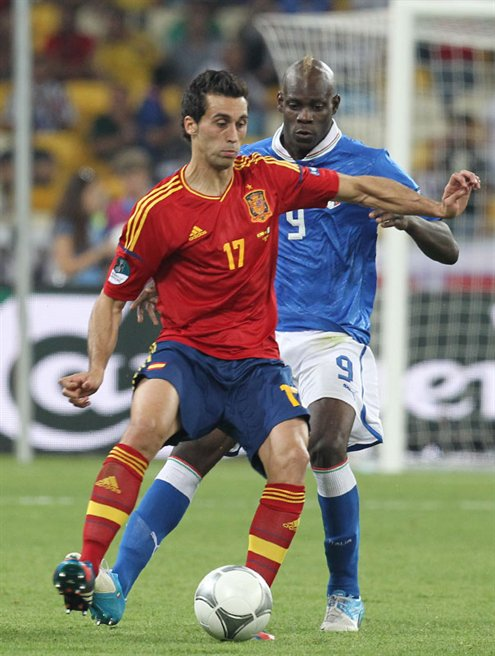
La maglia indossata agli Europei del 2012.

Per gli Europei del 2012, la camiseta è di un rosso più scuro e un design elegante con scollo a V al cui interno sono incise le parole “Campeones De Europa 1964 2008“. La parte frontale è caratterizzata da due bande lucide trasversali, stemma nazionale sormontato dalla stella e logo Adidas. Al centro trova posto il numero in giallo. I calzoncini sono blu con le tre strisce gialle e la bandiera spagnola sulla gamba destra. Calzettoni rossi con inserti gialli.
Nel 2012 la federcalcio spagnola svela la nuova maglia Adidas della Spagna per il 2013, la stessa che verrà utilizzata anche nella Confederations Cup in Brasile. La presentazione è avvenuta nella Ciudad del futbol di Las Rozas. La novità principale è la vistosa V gialla centrale che parte dal colletto, creando un effetto scollatura paragonabile a quello della maglia bianca dell'Italia 2006. Lungo le maniche sono presenti le tre strisce gialle, mentre l'orlo è blu. Adidas si è ispirata ai primi modelli utilizzati dalla selezione spagnola, in particolare a quello del 1924. Sul petto torna la patch di "Campioni del Mondo" e sul retro la V del colletto termina con un inserto di forma triangolare. Come avvenuto nei cambi di maglia del 2009 e del 2011, i pantaloncini ed i calzettoni restano invariati rispetto all'anno precedente.

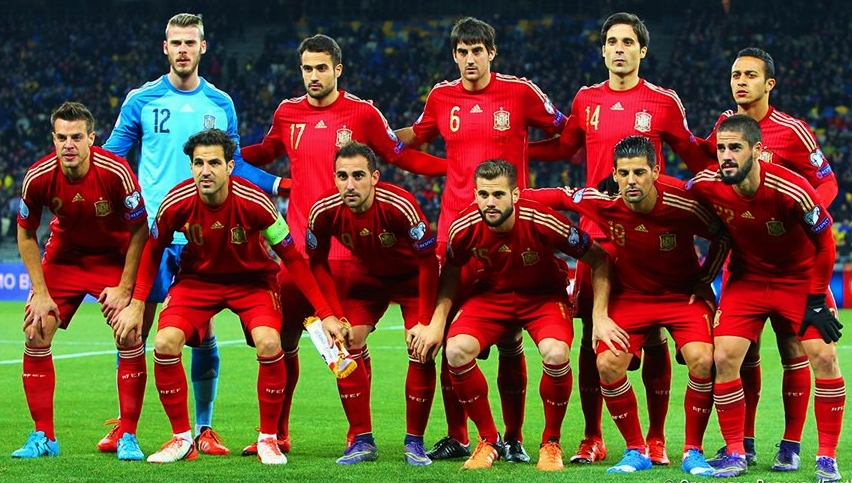
La maglia della Roja utilizzata ai Mondiali 2014 e alle Qualificazioni per Euro 2016.

La maglia della Roja subisce una svolta nel novembre 2013: la nuova divisa della nazionale spagnola per i Mondiali 2014 è interamente rossa, compresi i pantaloncini, con righe dorate. Frontalmente il rosso della maglia viene segnato da linee verticali declinate tono su tono che si rimpiccioliscono dall'esterno verso l'interno. Sul petto campeggiano ricamati in oro, oltre allo sponsor tecnico al centro, la patch FIFA che identifica gli spagnoli come campioni uscenti sulla destra e lo stemma nazionale sulla sinistra sovrastato dalla stella del Palmarès mondiale. Per quanto riguarda quest'ultimo dettaglio, il lancio della nuova maglia è stata l'occasione per correggere l'errore delle maglie precedenti che aveva destato tanto scalpore. Il dettaglio in sé era minuscolo ma allo stesso tempo significativo perché rappresenta la discendenza della Spagna dal ramo esatto della famiglia Borbone e non rispecchiava lo scudo presente sulla bandiera nazionale.
Nel novembre 2015, viene presentata la nuova maglia delle Furie Rosse per Euro 2016. Il lavoro di Adidas si ispira alla tradizione e segna il ritorno del completo formato da maglia rossa, pantaloncini blu e calzettoni più scuri. Una combinazione storica in uso fino al 1992, anno in cui Adidas tornò a sponsorizzare la nazionale spagnola. La nuova maglia – con le tre strisce che scorrono lungo i fianchi – presenta uno scollo a ‘V', il bordo delle maniche in due tonalità di blu e soprattutto uno sfondo con una trama a triangoli. Questo dettaglio è una sorta di omaggio al gioco che ha caratterizzato gli spagnoli negli anni scorsi, basato spesso sulle triangolazioni. I pantaloncini, come detto in precedenza, sono blu e sui lati sono corredati dalle strisce Adidas gialle che si abbinano a quelle della maglia. I calzettoni sono blu navy con il risvolto ornato dalle three stripes poste in verticale e da una banda blu. Sul davanti è ricamato l'acronimo della federazione spagnola: RFEF.

#### Evoluzione
| 1920-21 | 1921-22 | 1922-24 | 1924 1 | 1924-31 | 1931-34 | 1934 | 1934-36 | 1936-39 2 | 1939-45 |

| 1945-47 | 1947-59 | 1959-79 | 1979-81 | 1981-83 | 1983-85 | 1985-87 | 1987-91 | 1991-92 | 1992-93 |

| 1994-95 | 1996-97 | 1998-99 | 1999-01 | 2001-03 | 2003-05 | 2005-07 | 2007-09 | 2009 | 2009-10 |

| 2010-11 | 2011-12 | 2012-13 | 2013-15 | 2015-17 | 2017-19 | 2020-22 | 2022-24 | 2024-oggi |

Nota1: Durante la guerra civile, la nazionale spagnola giocò solo alcune amichevoli. Dopo la divisione del territorio in zona repubblicana e zona nazionale, era solo in quest'ultima che veniva permessa la disputa di partite. Questi incontri amichevoli furono giocati in maglia bianca, rigettando il colore rosso per rifarsi al Bando repubblicano.

Nota2: Dopo la vittoria del Bando nazionale guidato da Francisco Franco, questi decretò che la nazionale giocasse in maglia blu, per le stesse precedenti ragioni.

### Seconda maglia

#### Evoluzione
| 1938 | 1964 | 1983-85 | 1985-87 | 1987-91 (2) | 1987-91 (3) | 1994 | 1996-97 | 1997-99 | 1999-01 |

| 2001-03 | 2003-05 | 2005-07 | 2007-09 | 2010-11 | 2010-11 | 2011-13 | 2013-15 (2) | 2013-15 (3) | 2015-17 |

| 2017-19 | 2020-22 | 2022-24 | 2024-oggi |

## Sponsor
| Stagione sportiva | Sponsor tecnico ufficiale |
| ----------------- | ------------------------- |
| 1920-1935         | Nessuno                   |
| 1935-1966         | Deportes Condor           |
| 1966-1967         | Umbro                     |
| 1967-1979         | Deportes Condor           |
| 1979-1983         | Adidas                    |
| 1983-1992         | Le Coq Sportif            |
| 1992-presente     | Adidas                    |

## Simbolo

Lo stemma del Regno di Spagna.

Lo stemma venne introdotto per la prima volta nel 1920, in concomitanza con la scelta dei colori ufficiali. Sul simbolo è riportato un leone rampante giallo e per il colore della maglia quello predominante sulla bandiera spagnola, il rosso. Il leone venne scelto in luogo dello stemma nazionale (tale a quello presente sulla bandiera) perché i giochi si sarebbero disputati appunto ad Anversa, nell'antico Ducato di Brabante, che in passato era stato un possedimento della Spagna, dal cui vessillo si riprese questo emblema. Tale araldica, presente anche nello stemma personale del re Alfonso XIII, avrebbe accompagnato gli sportivi spagnoli in quell'Olimpiade.
In seguito, la nazionale spagnola adotterebbe uno stemma proprio per distinguere da quello utilizzato usato dalle altre federazioni sportive coordinate dal Comitato Olimpico Spagnolo, introducendo uno stemma con la corona reale e le iniziali della federazione calcistica spagnola, 'FEF'. Tuttavia, nel 1931, con la proclamazione della Seconda Repubblica Spagnola, la corona monarchica fu rimossa e venne incluso semplicemente un triangolo con le iniziali della federazione calcistica. 
La nazionale spagnola porta sul petto soltanto lo stemma nazionale spagnolo e non quello della propria federazione calcistica. Questo perché la nazionale, sin dalla sua Costituzione, non è stata mai vista come una selezione della Federazione ma come squadra che rappresentasse l'intera nazione a tutti gli effetti, come fosse una cosa pubblica. Lo stemma è stato comunque via via arricchito di altri dettagli: inserito in uno scudo più grande color blu notte e bordato d'oro, corredato da un pallone e da un cartiglio recante la sigla RFEF.
La divise recano inoltre quasi sempre la piccola bandiera civile nazionale, nelle ultime versioni finita sui pantaloncini: la bandiera ha spesso decorato la divisa anche in altre parti come le maniche o lo scollo, mentre in alcune divise come quelle antiche erano presenti sui calzettoni tre strisce con i colori della bandiera.
Nel 2012 un professore spagnolo di araldica affermò pubblicamente che lo stemma ricamato sulle maglie della Roja presentava un errore: lo scudetto blu con tre gigli gialli posto al centro dell'emblema rappresenta infatti il simbolo del ramo francese della famiglia Borbone, mentre il ramo spagnolo adotta la medesima blasonatura, ma entro uno scudo ovale blu bordato di rosso. A partire dai quarti di finale degli europei di calcio del 2012 lo stemma impresso sulle maglie è stato rettificato. L'Adidas, sponsor tecnico della selezione, rese noto che tale errore risalirebbe agli europei di calcio del 1996.